# Alfa Indi
Alfa Indi (α Ind, α Indi) è la stella più luminosa della costellazione dell'Indiano. Di magnitudine apparente +3,12, dista 98 anni luce dal sistema solare.

## Osservazione
Si tratta di una stella situata nell'emisfero australe. La sua posizione decisamente australe fa sì che questa stella sia osservabile specialmente dall'emisfero sud, in cui si mostra alta nel cielo nella fascia temperata; dall'emisfero boreale la sua osservazione risulta invece più penalizzata; avendo una declinazione di -47° la stella risulta invisibile più a nord del parallelo 43°N. Essendo di magnitudine +3,12, la si può osservare anche dai piccoli centri urbani senza difficoltà, sebbene un cielo non eccessivamente inquinato sia maggiormente indicato per la sua individuazione.

## Caratteristiche
La stella è classificata come gigante (o subgigante) di tipo spettrale K0III-IV; ha una massa doppia rispetto a quella solare e un raggio 11 volte superiore. Potrebbe avere un paio di nane rosse legate gravitazionalmente ad essa, in direzioni opposte e comunque ad una distanza di almeno 2000 UA da essa.